# Oedibasis apiculata
Oedibasis apiculata là một loài thực vật có hoa trong họ Hoa tán. Loài này được (Kar. & Kir.) Koso-Pol. mô tả khoa học đầu tiên năm 1916.